# 周皮細胞
周皮細胞（しゅうひさいぼう、英 pericyte）は、Rouget細胞とも呼ばれ、中胚葉性の細胞で毛細血管壁を取り巻くように存在する。細胞全体は基底膜に包まれる。
脳神経においては、血管周皮細胞（ペリサイト）は神経細胞、脳血管内皮細胞、星状膠細胞（アストロサイト）等と共に神経血管単位（Neurovascular unit、NVU）を成し、血管の成熟・安定化、血液脳関門の維持、虚血時の神経保護・修復等を担っているとされる。